# Ogonokrety
Ogonokrety (Scaptonychini) – plemię ssaków z podrodziny kretów (Talpinae) w obrębie rodziny  kretowatych (Talpidae).

## Występowanie
Plemię obejmuje jeden żyjący współcześnie gatunek występujący w Azji.

## Systematyka
Do plemienia należy jeden występujący współcześnie rodzaj:
- Scaptonyx Milne-Edwards, 1872 – ogonokret

Opisano również rodzaje wymarłe:
- Geotrypus Pomel, 1848[8]
- Mongoloscapter Lopatin, 2002[9] – jedynym przedstawicielem był Mongoloscapter zhegalloi Lopatin, 2002